# 254. peruť (Izrael)
254. peruť (hebrejsky טייסת 254‎), také známá jako Vnitrozemská peruť (hebrejsky טייסת מרכז המדינה‎), je bývalou jednotkou Izraelského letectva.

## Historie
254. peruť vznikla v dubnu 1980 na základně Chacor jako jednotka provozující stíhací letouny IAI Kfir C-1, které dříve sloužily u 109. peruti, která v té době přecházela na variantu Kfir C-2. Složena byla hlavně ze záložních pilotů, a jejím velitelem se stal podplukovník Giora Epstein, nejúspěšnější izraelské stíhací eso, a tehdy již také rezervní pilot.
O rok později peruť obdržela další typ letadla, Dassault Mirage III. Ta kdysi představovala špičku ve vybavení Izraelského letectva, s nárokovaným počtem více než 280 sestřelů, ale koncem 70. let začaly být tyto stárnoucí stroje francouzského původu v izraelských službách nahrazovány novou generací stíhacích letounů, americkými F-15 Eagle a F-16 Fighting Falcon. První peruť přezbrojená na F-16, 117., předala v roce 1979 své stroje 253. peruti na základně Ejtam, ale tato jednotka byla také určena k brzkému přechodu na stroje F-16.
Když 253. peruť, v souvislosti se stažením Izraele ze Sinajského poloostrova, v souladu s dohodami z Camp Davidu, přesídlila koncem roku 1981 na základnu Ramon, a aby byly Mirage udrženy v provozu během jednání o jejich prodeji Argentině, její zbývající Mirage III, v počtu 22 strojů, byly předány 254. peruti na základně Chacor.
Když v roce 1982 vypukla válka v Libanonu 254. peruť tak provozovala oba typy, a pokračovala v nasazování strojů Mirage k stíhacímu hlídkování. Nejméně při jedné příležitosti byly dokonce navedeny ve směru přibližujících se strojů nepřítele, ale ty se střetly s izraelskými F-15, také hlídkujícími v blízkosti, dříve než mohlo dojít k navázání kontaktu. Brzy poté byly Mirage staženy ze služby. V roce 1984, kdy začaly z výrobních linek vycházet větší počty Kfirů C-2, byly Kfiry C-1 pronajmuty ozbrojeným silám Spojených států amerických, a 254. peruť byla deaktivována.

## Označení
Emblémem peruti byla stylizovaná silueta ptáka s rozepjatými křídly na pozadí kontur izraelského pobřeží. Letouny Kfir nesly standardní čtyřbarevnou kamufláž užívanou v daném období všemi stíhačkami Izraelského letectva s delta křídlem, ale většinou bez černě lemovaných žlutých trojúhelníků pro rychlou identifikaci běžných na strojích Mirage a Nešer. Nesly také třímístná identifikační čísla začínající číslicí 7, tedy od 700 výše, umístěná na kýlové ploše a krytu přední podvozkové nohy.
Během služby u 253. peruti Mirage obdržely modrý nátěr kormidel s dvěma bílými krokvemi postavenými na špici oddělenými černým proužkem. Na konci jejich působení u perutě byla u některých strojů barva vrchní krokve změněna na červenou. Když byly Mirage převedeny k 254. peruti, nejen byla nejednotnost označení zachována, ale oba jeho styly byly aplikovány i u Kfirů. Mohlo se jednat o snahu dezinformovat, s cílem zmást nezasvěcené pozorovatele.